# Torre Aqualina
La Torre Aqualina è un grattacielo residenziale della città argentina di Rosario, nella provincia di Santa Fe. È situato a pochi isolati dal Monumento nazionale alla Bandiera.

## Storia
Il grattacielo è stato progettato dallo studio Mario Roberto Álvarez y Asociados. Da quando il progetto è stato presentato nel 2003, l'edificio è stato oggetto di numerose lamentele da parte dei vicini, che sostengono che avrebbe avuto un impatto negativo sull'ambiente, sul paesaggio e sull'ecologia. Tuttavia, i costruttori hanno sempre assicurato che la torre sarebbe stata in armonia con l'ambiente circostante.